# Открытый чемпионат Франции по теннису 2011
Открытый чемпионат Франции по теннису 2011 года — 110-й розыгрыш ежегодного профессионального теннисного турнира серии Большого шлема, проводящегося во французском Париже на кортах местного теннисного центра «Roland Garros». Традиционно выявляются победители соревнования в девяти разрядах: в пяти — у взрослых и четырёх — у старших юниоров. Матчи основных сеток прошли с 22 мая по 5 июня. Соревнование традиционно завершало основной сезон турниров серии на данном покрытии.
Прошлогодние победители среди взрослых:
- в мужском одиночном разряде —  Рафаэль Надаль
- в женском одиночном разряде —  Франческа Скьявоне
- в мужском парном разряде —  Ненад Зимонич и  Даниэль Нестор
- в женском парном разряде —  Серена Уильямс и  Винус Уильямс
- в смешанном парном разряде —  Катарина Среботник и  Ненад Зимонич

## Соревнования

### Взрослые

#### Мужчины. Одиночный турнир
Рафаэль Надаль обыграл  Роджера Федерера со счётом 7-5, 7-6(3), 5-7, 6-1.
- Надаль выигрывает 1-й титул в сезоне и 10-й за карьеру на турнирах серии.
- Федерер уступает 1-й финал в сезоне и 7-й за карьеру на соревнованиях серии.

#### Женщины. Одиночный турнир
Ли На обыграла  Франческу Скьявоне со счётом 6-4, 7-6(0).
- Ли со второй попытки побеждает в финале турнира серии.

#### Мужчины. Парный турнир
Максим Мирный /  Даниэль Нестор обыграли  Хуана Себастьяна Кабаля /  Эдуардо Шванка со счётом 7-6(3), 3-6, 6-4.
- Мирный выигрывает 1-й титул в сезоне и 5-й за карьеру на турнирах серии.
- Нестор выигрывает 1-й титул в сезоне и 7-й за карьеру на турнирах серии.

#### Женщины. Парный турнир
Андреа Главачкова /  Луция Градецкая обыграли  Саню Мирзу /  Елену Веснину со счётом 6-4, 6-3.
- Главачкова и Градецкая выигрывают свои дебютные титулы на турнирах серии.

#### Микст
Кейси Деллакква /  Скотт Липски обыграли  Катарину Среботник /  Ненада Зимонича со счётом 7-6(6), 4-6, [10-7].
- Деллакква и Липски выигрывают свои дебютные титулы на турнирах серии.

### Юниоры

#### Юноши. Одиночный турнир
Бьорн Фратанджело обыграл  Доминика Тима со счётом 3-6, 6-3, 8-6.
- представитель США выигрывает турнир впервые с 1977 года.

#### Девушки. Одиночный турнир
Унс Джабир обыграла  Монику Пуиг со счётом 7-6(8), 6-1.
- представительница неевропейского государства выигрывает турнир впервые с 2002 года.

#### Юноши. Парный турнир
Андрес Артуньедо /  Роберто Карбальес Баэна обыграли  Митчелла Крюгера /  Шейна Винсанта со счётом 5-7, 7-6(5), [10-5].
- мононациональная испанская пара выигрывает турнир впервые с 2004 года.

#### Девушки. Парный турнир
Ирина Хромачёва /  Марина Заневская обыграли  Викторию Кан /  Деми Схюрс со счётом 6-4, 7-5.
- Хромачёва со 2-й попытки побеждает в финале соревнования серии.
- Заневская выигрывает 1-й титул в сезоне и 2-й за карьеру на турнирах серии.